# Лішна (Сяноцький повіт)
Лішна (пол. Liszna) — лемківське село в Польщі, у гміні Сянік Сяноцького повіту Підкарпатського воєводства.
Населення — 340 осіб (2011).

## Розташування
Знаходиться за 1 км на північний схід від адміністративного центру повіту — Сяніка і за 56 км на південь від адміністративного центру воєводства — Ряшева.

## Історія
Село закріпачене в 1423 р. До 1772 р. село належало до королівських маєтностей Сяноцької землі Руського воєводства. Тривалий час село піддавалося поміщиками латинізації і полонізації.
1884 р. в селі було 429 мешканців (більшість — римо-католики).
У міжвоєнний час село належало до Сяніцького повіту Львівського воєводства. У 1936 році в селі було 48 греко-католиків, які належали до парафії Вільхівці Сяніцького деканату Апостольської адміністрації Лемківщини.
У 1939 році в селі проживало 600 мешканців, з них 50 українців-грекокатоликів, 535 поляків і 15 євреїв.
10 вересня 1939 р. село захопили німецькі війська, однак уже наприкінці вересня німці передали село Червоній армії відповідно до пакту Ріббентропа-Молотова. 27 листопада 1939 р. територія включена до новоствореної Дрогобицької області, а 17 січня 1940 р. — до Ліськівського району. В 1940 р. жителі села вивезені на Волинь — село Ляхів коло Острога. В селі були зведені бункери «лінії Молотова», руїни яких збереглися досі. В червні 1941 р. село здобуте словацькими військами. В липні 1944 року радянські війська оволоділи селом. В березні 1945 року, у рамках підготовки до підписання Радянсько-польського договору про державний кордон територію зі складу Дрогобицької області передано Польщі, а українське населення терором спонукалося до виїзду в СРСР. Тих українців, які не виїхали, в 1947 р. під час операції «Вісла» депортовано на понімецькі землі. В селі були поховані вбиті поляками в 1946-1947 рр. повстанці УПА, могили яких були ексгумовані в 1994 р., а тіла перепоховані в Пикуличах.
У 1975-1998 роках село належало до Кросненського воєводства.

## Демографія
Демографічна структура станом на 31 березня 2011 року:
|          | Загалом | Допрацездатний вік | Працездатний вік | Постпрацездатний вік |
| -------- | ------- | ------------------ | ---------------- | -------------------- |
| Чоловіки | 193     | 32                 | 131              | 30                   |
| Жінки    | 147     | 30                 | 81               | 36                   |
| Разом    | 340     | 62                 | 212              | 66                   |